# UTF-1
UTF-1 é um formato de transformação de ISO 10646/Unicode em fluxos de bytes, a fim de serialização. Devido ao seu formato não é possível resincronizar se a decodificação começa no meio dum caractere (o que dificulta o truncamento) e rotinas de busca de caractere não podem ser usadas de forma confiável. Dados tais problemas, esse padrão nunca ganhou grande adoção, sendo quase que completamente substituído pelo UTF-8.

## Padrão
UTF-1 é uma codificação multi-byte tal qual UTF-8, o que significa que um código Unicode pode estar codificado em um, dois, três ou cinco octetos. Enquanto a faixa do ASCII é codificada como um octeto assim como no UTF-8, os octetos 0x21 - 0x7E também são usados em codificações multi-byte, inviabilizando o UTF-1 para diversos protocolos Internet tais como MIME.
O UTF-1 não usa caracteres de controle SOH: qualquer octeto 0x00 - 0x20 ou 0x7F - x9F corresponde ao código correspondente em ISO-8859-1 (U+0000 - 0020 e U+007F-009F, respectivamente). Esse formato que estipula 66 octetos "protegidos" tenta ser compatível com o ISO 2022.
O esquema de codificação do UTF-1 usa uma aritmética de "módulo 190" ({\displaystyle 256-66=190}), desenvolvida para codificar todos os 31 bits do Conjunto Universal de Caracteres original (UCS-4). em comparação, o UTF-8 "protege" todos os 128 octetos ASCII, e necessita dos dois bits finais de códificações multi-byte para tal, resultando numa aritmética de "módulo 64" ({\displaystyle 8-2=6}, {\displaystyle 2^{6}=64}). Já BOCU-1 "protege" somente o conjunto mínimo necessário para manter a compatibilidade com MIME (0x00, 0x07–0x0F, 0x1A–0x1B e 0x20), resultando numa aritmética de "módulo 243" ({\displaystyle 256-13=243}).
| Código   | UTF-16BE | UTF-16LE | UTF-8    | UTF-1      |
| -------- | -------- | -------- | -------- | ---------- |
| U+007F   | 007F     | 7F00     | 7F       | 7F         |
| U+0080   | 0080     | 8000     | C280     | 80         |
| U+009F   | 009F     | 9F00     | C29F     | 9F         |
| U+00A0   | 00A0     | A000     | C2A0     | A0A0       |
| U+00BF   | 00BF     | BF00     | C2BF     | A0BF       |
| U+00C0   | 00C0     | C000     | C380     | A0C0       |
| U+00FF   | 00FF     | FF00     | C3BF     | A0FF       |
| U+0100   | 0100     | 0001     | C480     | A121       |
| U+015D   | 015D     | 5D01     | C59D     | A17E       |
| U+015E   | 015E     | 5E01     | C59E     | A1A0       |
| U+01BD   | 01BD     | BD01     | C6BD     | A1FF       |
| U+01BE   | 01BE     | BE01     | C6BE     | A221       |
| U+07FF   | 07FF     | FF07     | DFBF     | AA72       |
| U+0800   | 0800     | 0008     | E0A080   | AA73       |
| U+0FFF   | 0FFF     | FF0F     | E0BFBF   | B548       |
| U+1000   | 1000     | 0010     | E18080   | B549       |
| U+4015   | 4015     | 1540     | E48095   | F5FF       |
| U+4016   | 4016     | 1640     | E48096   | F62121     |
| U+D7FF   | D7FF     | FFD7     | ED9FBF   | F72FC3     |
| U+E000   | E000     | 00E0     | EE8080   | F73A79     |
| U+F8FF   | F8FF     | FFF8     | EFA3BF   | F75C3C     |
| U+FDD0   | FDD0     | D0FD     | EFB790   | F762BA     |
| U+FDEF   | FDEF     | EFFD     | EFB7AF   | F762D9     |
| U+FEFF   | FEFF     | FFFE     | EFBBBF   | F7644C     |
| U+FFFD   | FFFD     | FDFF     | EFBFBD   | F765AD     |
| U+FFFE   | FFFE     | FEFF     | EFBFBE   | F765AE     |
| U+FFFF   | FFFF     | FFFF     | EFBFBF   | F765AF     |
| U+10000  | D800DC00 | 00D800DC | F0908080 | F765B0     |
| U+38E2D  | D8A3DE2D | A3D82DDE | F0B8B8AD | FBFFFF     |
| U+38E2E  | D8A3DE2E | A3D82EDE | F0B8B8AE | FC21212121 |
| U+FFFFF  | DBBFDFFF | BFDBFFDF | F3BFBFBF | FC2137B27A |
| U+100000 | DBC0DC00 | C0DB00DC | F4808080 | FC2137B27B |
| U+10FFFF | DBFFDFFF | FFDBFFDF | F48FBFBF | FC21396E6C |